# Dobosz (film)
Dobosz (ang. Drumline) – amerykański film obyczajowy z 2002 roku. Zdjęcia kręcono w Atlancie i Nowym Jorku.

## Opis fabuły
Akcja toczy się w USA w środowisku czarnoskórej młodzieży. Główny bohater, Devon, jest pochodzącym z biednej rodziny perkusistą, który dzięki swojemu talentowi wygrywa stypendium umożliwiające mu studia w college'u w Atlancie, gdzie kształci się muzyków biorących udział w ulicznych paradach. Wkrótce wychodzi na jaw, że Devon wszystko gra ze słuchu, nie potrafi czytać z nut.

## Główne role
- Nick Cannon - Devon Miles
- Zoe Saldaña - Laila
- Orlando Jones - Dr. Lee
- Leonard Roberts - Sean Taylor
- GQ - Jayson
- J. Anthony Brown - Mr. Wade
- Candace Carey - Diedre
- Von Coulter - Ray Miles
- Angela E. Gibbs - Dorothy Miles
- Brandon Hirsch - Buck Wild
- Afemo Omilami - President Wagner
- Earl C. Poitier - Charles
- Shay Roundtree - Big Rob
- Jason Weaver - Ernest
- Omar J. Dorsey - James
- Stuart Scott